# Domenico Sestini
Domenico Sestini (ur. 1750 we Florencji, zm. 1832 tamże) – włoski podróżnik, numizmatyk i archeolog amator.
Odbył liczne podróże, m.in. do Azji Mniejszej, Syrii, czy Iraku, a także do wielu krajów europejskich. Część z tych wypraw została przez niego opisana. Sestini jest też autorem opisów kilku kolekcji muzealnych. Niektóre zabytki znane są nauce tylko z jego opisów (np. niektóre statery Królestwa Bosporańskiego). Za swoje dokonania naukowe został przez księcia toskańskiego Ferdynanda III mianowany profesorem uniwersytetu w Pizie.

## Wybrane publikacje
- ‘‘Descrizione del museo di antiquaria e del gabinetto di storia naturale del principe di Biscari", Firenze’’, 1776
- ‘‘ Descrizione delle medaglie antiche greche del Museo Hedervariano dal Chersoneso Taurico fino a tutta la Tessaglia e isole appartenenti alla medesima e alla Macedonia. Parte Europea. Per Domenico Sestini’’.
- "Lettere", Firenze-Livorno, 1779-1785
- "Viaggio da Costantinopoli a Bassora fatto dall'abate Domenico Sestini accademico etrusco", Yverdun, 1786
- "Lettere e dissertazioni", Livorno-Roma, 1786-1806
- "Viaggi", Firenze-Livorno, 1786-1815
- "Opuscoli", Firenze, 1789
- "Viaggio da Copstantinopoli a Bukuresti fatto l'anno 1779 con l'aggiunta di diverse lettere relative a varie produzioni, ed osservazioni asiatiche", Roma, 1794
- "Descrizione del viaggio fatto da Vienna per il Danubio insino a Rusciuk, e di là insino a Varna, e quindi per il Mar-Nero a Costantinopoli", Berlino, 1807
- "L'illustrazione di un vaso antico di vetro ritrovato in un sepolcro presso l'antica Populonia, ed esistente oggi nel Cimelio particolare di S.A.I. e R. Madama la Gran Duchessa di Toscana Principessa di Lucca di Piombino", Firenze, 1812
- "Viaggio curioso-scientifico-antiquario per la Valachia, Transilvania e Ungheria fino a Vienna", Firenze, 1815